# 隋东陆
隋东陆（1983年6月21日—），是一名中国足球运动员，现效力中国足球甲级联赛球队重庆力帆，司职后卫。

## 俱乐部生涯
隋东陆在1996年开始接触足球，1998年进入云南红塔梯队，先后两次在巴西留学。2003年进入云南红塔一线队，开始职业足球生涯。2003年3月26日，他在云南红塔客场3比0击败陕西国力的比赛中替补出场，上演职业生涯的联赛首秀。在2003赛季甲A联赛，他获得了11次出场机会，但赛季结束后云南红塔宣告解散，中超资格被转卖给刚刚降级的重庆力帆足球俱乐部，隋东陆等少数队员被重庆队所接纳。他在重庆力帆并没有得到出场机会，赛季结束后被挂牌，最终在前云南红塔梯队教练王宝山的推荐下，加盟王宝山执教的甲级球队江苏舜天。2005年9月10日，他在江苏舜天主场1比2不敌长春亚泰的比赛中打进职业生涯的首个联赛进球。隋东陆在2005赛季出场22次，射进2球，但江苏舜天未能实现冲超的目标。在王宝山离开球队后，隋东陆也要求球队将其挂牌，最终以120万人民币的身价加盟王宝山执教的中超球队深圳金威，以取代离队的李玮锋。
2006赛季，隋东陆在一开始曾占据球队主力位置，但赛季中由于成绩不佳，王宝山下课，他在球队的位置也变得不稳固，2007赛季被下放预备队冷冻了一个赛季。2008赛季，缺兵少将之下，加上王宝山幕后回归，他又一度成为深圳的半主力球员。但在2009赛季由于教练变动，再次被下放预备队，这次甚至未报名最终提早离队。2009年夏季转会中，隋东陆在王宝山的邀请下试训成都谢菲联，但由于程序问题，最终未能转会加盟，之后准备前往葡萄牙球队马夫拉，也因为签证问题而搁浅。2010年，在跟随成都谢菲联训练数个月后，隋东陆终于得以自由转会加盟刚刚被罚降入中甲联赛的成都谢菲联。2011赛季，他出场14次，进球1个，帮助成都谢菲联以联赛亚军的成绩重返中超联赛。
2011年3月，他转投刚刚降级并被转卖到深圳的深圳凤凰足球俱乐部参加2011赛季中甲联赛。由于球队中大批主力球员离队，隋东陆很快就占据球队的主力位置，他在2011赛季出场25次，全部都是首发出场，进球2个，帮助赛季中又被转卖到广州的广州富力以联赛亚军的成绩成功升级。
2012年，在洋帅法里亚斯治下，隋东陆为中后卫位置上的替补。
2013年2月，隋东陆追随王宝山回到重庆力帆，参加2013赛季中甲联赛。